# 水上はるこ
水上 はるこ（みなかみ はるこ、1947年8月16日 - ）は、元雑誌編集者、音楽評論家、翻訳家。本名非公開。

## 経歴
愛媛県生れ、山口県下関市で育つ。1966年、山口県立下関南高等学校卒業後、新興楽譜出版社（現シンコーミュージック・エンタテイメント  ）に入社。1966年5月、音楽雑誌「ミュージック・ライフ」編集部に配属された。そのタイミングで来日したビートルズのコンサートをすべて見て、コンサート評を書いた。当時の編集長は星加ルミ子だったが、水上はボブ・ディランやジャニス・ジョプリンなどを好み、星加編集長の「そんな記事を書いても雑誌は売れない」というポリシーと対立し、3年後に一度、会社を辞めている。高校時代にはフォーク・ソングにも興味をもち、ギターを弾いて歌っていた。その頃、2歳年下の中川五郎と文通しており、1968年8月、京都・大山崎町の宝積寺で催された「第3回フォークキャンプ」で会う。この時、遠藤賢司とも会っている。
1971年12月、今野雄二からの電話があり、当時の「平凡パンチ」や「an an」の編集者が企画した英国旅行に空席があることを知らされ初の海外旅行をする。大晦日にロンドンの「マーキー (Marquee Club) 」で催されたヴィネガー・ジョー（ロバート・パーマーが在籍）を前座にすえたウィッシュボーン・アッシュのコンサートを見た。ライナーノーツなどを書いて貯めたお金で、1972年にサンフランシスコに行き半年住む。ビル・グラハム (Bill Graham) 運営の「ウインターランド (Winterland Ballroom) 」に通い、グレートフル・デッド、マイク・ブルームフィールド、ボズ・スキャッグスなどを週末ごとに見に行き、カリフォルニア大学バークレー校に集まるヒッピーたちとも交流した。
当時はコンサートを見る音楽評論家はまだ少なく、帰国すると「平凡パンチ」「MCシスター」などにもアメリカ・レポートを書いた。
フリーランスとして3年間仕事をしていた時期、既成の音楽雑誌に満足できない若者たちと当時「ミニコミ」と呼ばれていた冊子「Revolution」を発行し、投稿者に渋谷陽一や岩谷宏がいた。「Revolution」は通巻3号で廃刊となった。
1973年、フリーランス時代の活動に注目した新興楽譜出版社の草野昌一社長に「また会社に戻る気はないか」と説得され再入社。「ミュージック・ライフ国際版」「プラスワン」などのサブ・マガジンを編集していた。1974年1月、ボブ・ディランがザ・バンドと共にカムバック・コンサートをするのを取材したい、と草野社長に申し入れたが「ボブ・ディランの記事を書いても売れない」とまたも却下される。しかし「今年の冬のボーナスは出さないから、それでも行きたいのなら」と妥協案を出され、シカゴでボブ・ディランを、サンフランシスコでジ・オールマン・ブラザーズ・バンドのコンサートを見た。このように、好きなバンドはとことん追いかけるという水上の姿勢は引退後も続いている。
1974年2月、草野社長に「ニューヨークに遊学させてほしい」と申し入れると、給料を払い続けるからアメリカで勉強してこいと許可がおり、ニューヨークに住みはじめる。ニューヨークでは人気上昇中のブルース・スプリングスティーンと出会い、デビュー前の多くのパンク・ミュージシャンと友だちになり、伝説となったキング・クリムゾンのコンサートを見るなど大きな収穫を得た。この時に撮影したトーキング・ヘッズのクリス・フランツ (Chris Frantz)の写真は、2020年に発表された彼の自伝「Remain In Love」に使用されている。
ニューヨーク在住期、テレヴィジョンのドラマー、ビリー・フィッカ (Billy Ficca) と交際。彼がトム・ヴァーレインとルームシェアしていたアパートに住み始め、そこでパティ・スミスと会う。
1975年、星加ルミ子が退社と同時に「ミュージック・ライフ」の編集長に就任、最初(8月号)の表紙をウィッシュボーン・アッシュが飾った。1978年に新雑誌「Jam」の創刊準備のために訪れていたニューヨークで大スターになったブルース・スプリングスティーンと再会し、日本人として初のインタビューをした。
「ミュージック・ライフ」はキッス、エアロスミス、クイーン、チープ・トリック、ウイングスなどを取材し、レコード会社と共にロックスターを多く生みだした。
また、「ミュージック・ライフ」を卒業した音楽ファンのために「Jam」を、ロックを好きになったばかりの若い人たちに「Rock Show」を創刊し、3誌の編集長を兼任した。この頃、取材で知り合ったストラングラーズのジャン・ジャック・バーネルと交際し、彼が極真空手を習いに来日した1978年には水上のマンションに泊まっていた。
1979年2月、渡英の準備のため退社。英国に短期間住みながら「ロンドンに行きたい」というロック・ファン向けの旅行ガイド本を4年間にわたってシンコー・ミュージックから発売し、海外旅行の新しいスタイルを作った。
英語に堪能で通訳を介さずインタビューができることやキャリアをかわれてポール・マッカートニー＆ウイングスの1980年の来日公演のパブリシスト（レコード会社やプロモーターから独立した、ポールのマネージメント会社が指名した広報担当）として仕事をする。しかし、ポールが成田空港で逮捕されたことでインタビューをセッティングする仕事が、急きょホテルオークラにタイプライターを持ち込み、毎日、新聞記事やテレビ・ニュースを翻訳し、リンダ・マッカートニーの通訳担当となった。
80年代にはパリ、ブリュッセル、ロンドンに住み、夏の期間はリュックを背負ってロック・フェスティバルやコンサートを追いかけて、メタリカ、アイアン・メイデン、デフ・レパード、AC/DCなどを見た。
この頃から、日本とレコード契約のないバンドに日本との橋渡しを依頼されるようになり、アインシュテュルツェンデ・ノイバウテン、クラムド・ディスク（Crammed Discs|ベルギーのレーベル ）、フェティッシュ・レコード（Fetish Records|英国のインディ・レーベル）などの契約を仲介。また、アメリカのバンド、ガン・クラブ(The Gun Club) のジェフリー・リー・ピアース(Jeffrey Lee Pierce) と知り合い、彼のソロ・アルバム「ワイルドウィード」のSMSレコードと契約に尽力した。
1989年に「モスクワ・ミュージック・ピース・フェスティバル」を取材。後にモスクワに留学するきっかけとなる。1990年代には寄稿していた「宝島」の依頼でShow-Yaの本を書くため、ロサンゼルスや北朝鮮へ同行。ロスではずっと連絡を絶やすことのなかった元キング・クリムゾンのベーシスト、ジョン・ウェットンとの旧交をあたためた。
書籍の出版、インタビュー、翻訳、ライナーノーツなどをコンスタントにこなしていたが、1993年、病気も一因で現役を引退し、モスクワに語学留学する。帰国後は福岡の専門学校で副校長をしていたが、2001年のニューヨーク同時多発テロに触発されて11月にニューヨークを訪れ、再びアメリカに住むことを決心。2002年から2009年までワシントンDCに居住。日本大使館で短期間、仕事をしたり日本語の教師をしたりした。ワシントンDCに住んだ理由は「国の首都なので、バンドがツアーする時には必ず通るから」だそうだ。
帰国後は家族の介護のため福岡に戻り、2018年、ライター時代の経験を基にした小説『レモンソング・金色のレスポールを弾く男』を上梓した。その後、2024年には個人的に交流があったミュージシャンたちとの「書かなかった」「書けなかった」エピソードなどを収録した書籍『最低で最高のロックンロール・ライフ』をシンコー・ミュージックから刊行した。

## 出版

### 著書
- 1973年「ロック・シーン」シンコー・ミュージック（後に「スーパー・ロック・シーン」と改題されて文庫本化）
- 1983年「ロンドンに行きたい」シンコー・ミュージック
- 1984年「青春するロンドン」シンコー・ミュージック
- 1984年「ロンドンに行きたい'85」シンコー・ミュージック
- 1985年「ロンドン・ストリート・ファッション」シンコー・ミュージック
- 1985年「ロンドンに行きたい’86」シンコー・ミュージック
- 1986年「ロック・ファン便利ブック」シンコー・ミュージック
- 1986年「新ロンドンに行きたい」シンコー・ミュージック
- 1986年「英文ファン・レター＆文通例集」シンコー・ミュージック
- 1987年「さよならホテル・カリフォルニア」シンコー・ミュージック
- 1988年「英文ファン・レター600例集」シンコー・ミュージック
- 1988年「ドリーム・オン/スーパーロッカーたちの伝説と真実」宝島社（後に文庫本化）
- 2024年「最低で最高のロックンロール・ライフ」シンコー・ミュージック

### 翻訳
- 1982年「シャウト・ザ・ビートルズ」ソニー・マガジンズ（後に文庫本化）
- 1988年「サイケデリック・シンドローム、それはビートルズから始まった」シンコー・ミュージック
- 1988年「イングランズ・ドリーミング」シンコー・ミュージック
- 1993年「パンク・エクスプロージョン1977」宝島社
- 1993年「自由・平等・ロック」晶文社
- 1994年「ラモーンズ伝説」宝島社

### 小説
- 2018年「レモンソング・金色のレスポールを弾く男」東京図書出版

### 監修
- 1987年「ロックン・ロール・ジプシー」二井原実 宝島社

### 連載
- 2020年9月、Webサイト "MUSIC LIFE CLUB"で、書き下ろし『最低で最高のロックンロール・ライフ』の連載をスタート。2021年2月、10回目で連載を終えた[11]。
  - 第1回 (2020/9/4)：ハンブル・パイ[12]
  - 第2回 (2020/9/18)：ポール・マッカートニー[13]
  - 第3回 (2020/10/2)：ブルース・スプリングスティーン[14]
  - 第4回 (2020/10/16)：アインシュテュルツェンデ・ノイバウテン[15]
  - 第5回 (2020/10/30)：ジョン・ウェットン[16]
  - 第6回 (2020/11/20)：ジーン・シモンズ[17]
  - 第7回 (2020/12/4)：ボズ・スキャッグス[18]
  - 第8回 (2020/12/25)：ラウドネス[19]
  - 第9回 (2021/1/22)：パティ・スミス、テレヴィジョン、トーキング・ヘッズ[20]
  - 最終回 (2021/2/5)：オールマン・ブラザーズ・バンド[21]